# Mount Bona
Mount Bona – stratowulkan w Ameryce Północnej w Górach Świętego Eliasza o wysokości 5005 m n.p.m. Położony w amerykańskim stanie Alaska. Mount Bona jest najwyższym  wulkanem w Stanach Zjednoczonych i czwartym w całej Ameryce Północnej.